# فرمپتون کاترل
فرمپتون کاترل (به انگلیسی: Frampton Cotterell) یک روستا و محله مدنی در بریتانیا است که در South Gloucestershire واقع شده‌است. فرمپتون کاترل ۶٬۵۲۰ نفر جمعیت دارد.

## خواهرخوانده
شهر کلبرا (کیفرهویزر) خواهرخواندهٔ فرمپتون کاترل هست.